# Ematurga gynaekoides
Ematurga gynaekoides là một loài bướm đêm trong họ Geometridae.